# Ročov
Ročov (deutsch Rotschow, auch Rotschau) ist eine Minderstadt in Tschechien. Sie liegt zwölf Kilometer südlich von Louny und gehört zum Bezirk Louny.

## Geographie

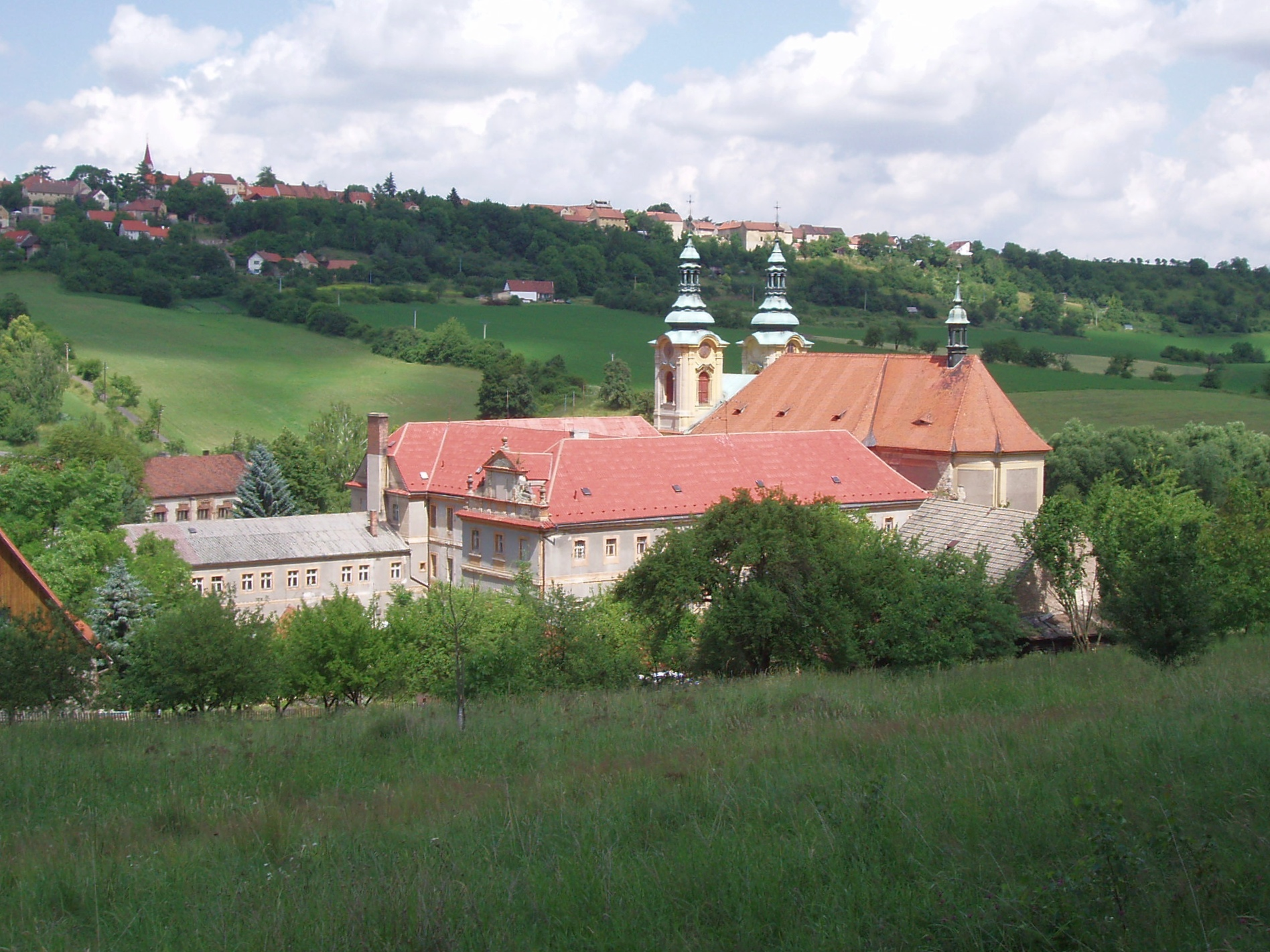
Kloster Dolní Ročov, im Hintergrund Horní Ročov

Ročov befindet sich im Džbán-Bergland am Bach Klášterský potok. Dolní Ročov liegt im Tal des Baches, Horní Ročov 700 m nordwestlich darüber auf einer Hochfläche. Im Süden erhebt sich die Babí hora (492 m), südwestlich der Čihadlo (480 m) und im Westen die Podhora (459 m).
Nachbarorte sind Selmice, Kocanda und Břínkov im Norden, Úlovice und Vinařice im Nordosten, Kozojedy und Smilovice im Osten, Pochvalov im Südosten, Kroučová und Třeboc im Süden, Filipov und Domoušice im Südwesten, Solopysky im Westen sowie Hřivice im Nordwesten.

## Geschichte

### Dolní Ročov
In der ersten Hälfte des 14. Jahrhunderts befand sich im Tal des Klášterský potok eine Feste und Hof der Herren von Kolowrat. 1373 erhielt Albrecht von Kolowrat die Zustimmung Karls IV. für die Gründung des Augustiner-Eremiten-Klosters „Vallis beatae Virginis“ neben seiner Feste. Die päpstliche Bestätigung durch Gregor XI. erfolgte 1374. Mit seiner Gründung erhielt das Kloster das Braurecht und besaß einen eigenen Hopfengarten. Während der Hussitenkriege wurde das Kloster 1424 in Brand gesteckt. Es bestand weiter, verarmte jedoch und die Gebäude verkamen. Im 16. und 17. Jahrhundert unterstützen die Herren von Kolowrat das Kloster mehrmals und ließen es vorrichten.
Durch Parzellierung des herrschaftlichen Hofes entstand die Ortschaft Področow, die immer zu Ober Rotschow zugerechnet war. Das Kloster bildete mit dem Klosterhof einen eigenen Katastralbezirk, der bis zur Mitte des 19. Jahrhunderts zum Gut Lischtian im Saazer Kreis gehörte.
Unter den Namen Področov, Področow, Dolejší Ročov bzw. Unter Rotschow wurden ab 1850 der Klosterbezirk und die Ortschaft zu einer politischen Gemeinde im Bezirk Louny vereinigt. Zu Beginn des 20. Jahrhunderts erfolgte der Zusammenschluss mit der Marktgemeinde Horní Ročov zu einer Gemeinde, die den Namen Ročov erhielt. 1950 wurde das Kloster aufgelöst.

### Horní Ročov
1352 bewilligte Karl IV. die Anlegung eines Städtchens durch Albrecht von Kolowrat auf der Koppe über dessen Feste. Das um einen großen rechteckigen Marktplatz mit regelmäßigem Grundriss angelegte Städtchen wurde zunächst als Dráčov, Vysoká oder auch Alta civitas, später als Ober Rotschow bezeichnet und erhielt bald nach seiner Gründung Marktrechte verliehen. Seit dem 14. Jahrhundert erfolgte der Anbau von Hopfen. Im Jahre 1523 wurden die Herren von Lobkowicz durch den Kauf der Herrschaft Pravda Besitzer von Ober Rotschow. Nach der Parzellierung des herrschaftlichen Hofes entstand nördlich des Klosters die Ortschaft Unter Rotschow, die an Ober Rotschow angeschlossen war. 1802 erwarben die Fürsten von Schwarzenberg die Güter. 1828 hatte der Markt 310 Einwohner. Ober Rotschow war bis zur Mitte des 19. Jahrhunderts Teil des Saazer Kreises der Herrschaft Zittolieb untertänig.
Nach der Aufhebung der Patrimonialherrschaften bildete Hořejší Ročov /Ober Rotschow ab 1850 eine Marktgemeinde im politischen Bezirk Louny. Zu dieser Zeit wurde der Hopfenbau beträchtlich ausgedehnt und Ober Rotschow entwickelte sich zum Hopfenbauzentrum des Bezirkes. 1878 erfolgte der Abbruch der alten Kirche aus dem 14. Jahrhundert und die Errichtung eines neogotischen Neubaus. Bis zur Errichtung des neuen Schulhauses im Jahre 1896 war Ober Rotschow nach Unter Rotschow eingeschult.
Zu Beginn des 20. Jahrhunderts erfolgte der Zusammenschluss mit Dolní Ročov zu einer Gemeinde, die den Namen Ročov erhielt.

### Ročov
1921 hatte der Městys 889 Einwohner und 1950 waren es 660. 1961 wurden Úlovice und Břínkov eingemeindet. Zwischen 1981 und 1991 war auch Brodec ein Ortsteil von Ročov. 1990 lebten in der Gemeinde 463 Menschen. Am 10. Oktober 2006 wurde dem Ort wieder der Status eines Městys zuerkannt. Ročov ist der Sitz der Landwirtschaftlichen Genossenschaft Podlesí. Der Zusammenschluss von Landwirten aus sieben Dörfern ist der größte Hopfenanbauer Tschechiens.

## Gemeindegliederung
Der Městys Ročov besteht aus den Ortsteilen Břínkov (Brzinkow, 1939–45 Klimperhof), Úlovice (Aulowitz) und Ročov (Rotschow). Der Ortsteil Ročov setzt sich aus den Katastralbezirken und Ansiedlungen Horní Ročov (Ober Rotschow) und Dolní Ročov (Unter Rotschow) zusammen. Grundsiedlungseinheiten sind Břínkov, Dolní Ročov, Ročov und Úlovice. Das Gemeindegebiet gliedert sich in die Katastralbezirke Břínkov, Dolní Ročov, Horní Ročov und Úlovice.

## Partnergemeinden
- Mildenau, Deutschland
- Rotschau, Deutschland

## Sehenswürdigkeiten
- Barockes Augustinerkloster „Vallis beatae Virginis“ mit Klosterkirche Maria Himmelfahrt in Dolní Ročov. Die Anlage wurde im 18. Jahrhundert durch Johann Blasius Santini-Aichl und Kilian Ignaz Dientzenhofer barock umgestaltet. Der Konvent wurde durch Anselmo Lurago nach Plänen Dientzenhofers umgestaltet.
- barocke Madonnenstatue aus Sandstein in Horní Ročov, geschaffen 1713.
- Nischenkapelle des hl. Adalbert aus dem 18. Jahrhundert, am nördlichen Ortsausgang von Horní Ročov
- neogotische Kirche Mariä Geburt in Horní Ročov, geweiht 1878.
- zwei geschützte Linden in Horní Ročov, die Bäume haben ein Alter von 200 Jahren
- 400-jährige Eibe in Horní Ročov
- geschützte Buche in Dolní Ročov

## Söhne und Töchter der Gemeinde
- Augustin Charvát (1893–1931), französischer Jagdflieger im Ersten Weltkrieg
- Marie Křížová (1896–1988), Mykologin